# Grand corps de l'État
Ne pas confondre avec corps d'état 
En France, les grands corps de l'État sont une composante des corps d'État de « hauts fonctionnaires » au sein de la fonction publique française, dont les membres, généralement recrutés après l'ENA, devenue l'Institut national du service public (INSP), l'École polytechnique et les Écoles normales supérieures, sont appelés à exercer de grandes responsabilités au sein de celle-ci.
Cependant cette dénomination n’a aucune existence juridique.
Un grand nombre d'emplois supérieurs de l'État est occupé par des membres de l'un de ces corps, de même qu'une grande partie des emplois de directeur, de chef de service, ou de sous-directeur d'administration centrale. Par rapport aux autres catégories professionnelles attribuées aux fonctionnaires d'État, les grands corps ont en commun deux caractéristiques de pouvoir :
- leur ancienneté historique, qui leur donne à la fois une légitimité symbolique et un réseau de cooptation solidement implanté ;
- leur relative autonomie par rapport à la hiérarchie externe, autonomie totale pour les magistrats.

Traditionnellement, ces grands corps sont hiérarchisés en fonction de leur prestige.

## Description
L'appellation grand corps de l'État est fondée sur l'usage et non sur une réalité juridique. C'est d'ailleurs pour cette raison qu'il n'y a pas de définition unique de ce qu'est un grand corps. On appelle aujourd'hui grands corps administratifs ceux recrutant principalement et historiquement par la voie de l'École nationale d'administration et grands corps techniques les grands corps d’ingénieurs recrutant principalement par la voie de l'École polytechnique ou des Écoles normales supérieures.
Stricto sensu, les grands corps administratifs de haute fonction publique française sont historiquement les suivants :
- le Conseil d'État ;
- la Cour des comptes ;
- l'Inspection générale des finances (IGF) ;
- l'Inspection générale de l'administration (IGA) ;
- l'Inspection générale des affaires sociales (IGAS).

Toutefois, à la suite de la réforme de la haute fonction publique lancée par Emmanuel Macron, l'IGF, l'IGA et l'IGAS ne constituent plus des corps à part entière mais désormais des emplois fonctionnels de l'État auxquels tout haut-fonctionnaire de catégorie A+ peut prétendre. Les corps correspondants ont été mis en extinction avec un droit d'option vers le corps des administrateurs de l'État, nouveau corps administratif d'encadrement supérieur.
Les grands corps techniques de la haute fonction publique française, dont le recrutement se fait principalement par la voie de l'École polytechnique et des Écoles normales supérieures, sont les suivants :
- le Corps des ingénieurs des mines, créé en 1794 et fusionné en 2009 avec le Corps des ingénieurs des Télécommunications et en 2011 avec le Corps du contrôle des Assurances, recrutant sur classement à la sortie de l'École polytechnique et par concours ouverts aux normaliens et aux élèves de l'École des mines de Paris et de Télécom Paris ;
- le Corps des ingénieurs des ponts, des eaux et des forêts, résultant de la fusion en 2009 du Corps des ingénieurs des ponts et chaussées (créé en 1704) et du Corps du génie rural, des eaux et des forêts (créé en 1965), recrutant sur classement à la sortie de l'École polytechnique. L'intégration est également ouverte par concours aux normaliens, aux élèves d'AgroParisTech et d'autres grandes écoles scientifiques ;
- le Corps des ingénieurs de l'armement, seul grand corps de l'État à statut militaire, créé en 1968 par fusion des anciens corps d'ingénieurs militaires (dont les ingénieurs du génie maritime, les ingénieurs des poudres et salpêtres, les ingénieurs hydrographes), recrutant sur classement à la sortie de l'École polytechnique et par concours externes ;
- les Corps des administrateurs et des inspecteurs généraux de l'INSEE, créé en 1946, recrutant sur classement à la sortie de l'École polytechnique et sur concours ouverts aux normaliens.

Il existe une association qui réunit certains membres de 16 corps de hauts fonctionnaires « Groupe des Associations de la Haute fonction publique - G16 » qui regroupe les corps techniques et administratifs. Les anciens élèves de l'École polytechnique qui ont choisi de devenir des hauts fonctionnaires appartenant aux grands corps techniques de l'État français sont appelés des « corpsards » dans l'argot des élèves de l'École polytechnique.
Il faut noter que dans la plupart des pays étrangers, la notion de corps techniques de hauts fonctionnaires n'existe pas : seuls les corps administratifs y sont susceptibles de recruter les hauts fonctionnaires, les corps d'ingénieurs ne permettant pas d'accéder aux fonctions de direction générale au sein de l'administration.

## Historique
Historiquement, sept grands corps, créés aux XVIIIe siècle et XIXe siècle, existaient jusqu'à la fin de la Seconde Guerre mondiale :
- Corps des ponts et chaussées (1716, réorganisé en 1804) ;
- Corps des ingénieurs du Génie maritime (1741, réorganisé en 1811) ;
- Corps des mines (1794, réorganisé en 1810) ;
- Conseil d'État (1799) ;
- Cour des comptes (1807) ;
- Inspection générale des finances (1816) ;
- Inspection générale de l'administration (1848).

Depuis la fin du XIXe siècle, pour faire face au besoin de modernisation de la France, d’autres corps techniques ou d'inspection ont été créés. Puisqu’ils possèdent des caractéristiques semblables aux précédents (recrutement majoritairement à la sortie de l'ENA, de l'École polytechnique ou des Écoles normales supérieures), on les qualifie également de grands corps. À partir des années 1960, un regroupement progressif des corps techniques a été initié (regroupement des corps d'ingénieurs militaires en 1968, fusion des corps du contrôle des assurances, des instruments de mesure et des Mines, fusion du corps des Ponts et des Eaux et Forêts).
À l'occasion de son discours sur l'avenir de la fonction publique du 19 septembre 2007, Nicolas Sarkozy a déclaré vouloir diminuer les effectifs des grands corps de l'État. En particulier, en 2009, le Corps des mines et le Corps des télécommunications ont été fusionnés, avec une réduction du nombre de nouveaux recrutement annuels.
Il faut aussi noter que depuis quelques années certaines voix s'élèvent au sein même des anciens élèves de grandes écoles et des membres ou anciens membres de ces corps, soit pour en demander la suppression comme le fit Patrick Mehr, soit pour en critiquer la dérive managériale, à l'opposé de l'objectif initial de leur création.

## Influence
Sur les huit présidents de la Ve République, cinq proviennent d'un grand corps administratif :
- Conseil d'État : Georges Pompidou (École normale supérieure, tour extérieur) ;
- Cour des comptes : Jacques Chirac (ENA), François Hollande (ENA) ;
- Inspection générale des finances : Valéry Giscard d'Estaing (École polytechnique, ENA), Emmanuel Macron (ENA).

De même, deux sur treize des présidents de la IIIe République proviennent d'un grand corps technique :
- Corps des mines : Albert Lebrun (École polytechnique) ;
- Corps des ponts : Sadi Carnot (École polytechnique).

## Pas d'existence juridique du concept
Bien qu'il n'existe pas dans la loi de définition de ce qu'est un grand corps, l'expression est utilisée dans une décision du Conseil d'État, Sieur Missa (29 avril 1964) et dans quelques textes, comme le décret no 52-49 du 11 février 1952. En revanche, elle est absente des textes organisant chacun des corps concernés.
Par ailleurs, certains grands corps ne sont pas des corps unifiés au sens du statut de la fonction publique (voir Fonction publique française) : ces corps « débouchent » vers un corps de niveau supérieur. Le corps préfectoral, selon les décrets du 14 mars 1964 qui le régissent, est composé d'un corps de sous-préfets et d'un autre de préfets. La plupart des sous-préfets en fonction préfèrent d'ailleurs, lorsqu'ils étaient auparavant administrateurs civils, rester dans leur corps d'origine. Le corps diplomatique comprend, lui aussi, deux corps distincts : conseillers des Affaires étrangères et ministres plénipotentiaires. Le corps des secrétaires des Affaires étrangères, bien que participant aux activités diplomatiques, n'est pas considéré comme appartenant aux grands corps. En dépit de cette scission juridique, le corps préfectoral et le corps diplomatique se manifestent par une identité professionnelle et une solidarité marquées.
L'absence de définition juridique du grand corps fait que l'étiquette « grand corps » n'est pas appliquée universellement : une acception large l'applique à tous les corps recrutés par la voie de l'École polytechnique, des Écoles normales supérieures ou de l'École nationale d'administration (distinction qui est reprise dans un certain nombre de textes légaux, et qui correspond en fait à la catégorie de corps dite « A+ »).

## Critiques
Les grands corps sont parfois critiqués comme des « rentes » offrant sur concours une carrière garantie dans la haute fonction publique (et au-delà via le pantouflage), et/ou pour leur influence sur l'économie, au-delà de leur rôle initial au service de l'État.
Élysée Reclus écrit dans l'Homme et la Terre (publié à titre posthume en 1905) au sujet des corps d'ingénieurs :

« Élevés en militaires dans les écoles de l’Etat, ils se réclament des règles de la discipline pour exiger l’obéissance ; fonctionnaires, ils parlent au nom du gouvernement et de la loi ; savants, ils n’admettent pas que leurs conceptions personnelles puissent être discutées : chacune de leurs paroles doit être tenue pour la vérité même. Aussi leurs décisions sont-elles sans arrêt, même lorsqu’ils rencontrent devant eux des populations unanimes, imbues d’une expérience traditionnelle et d’une connaissance parfaite des lieux. Sans doute ils doivent plus d’une fois reconnaître en secret que tel ou tel de leurs « chers camarades » a commis quelque grossière bévue, mais, avant tout, il importe de ne pas laisser le public entrer dans la confidence, de revendiquer le mauvais travail comme un chef-d’œuvre, et surtout, il faut empêcher à tout prix qu'un homme du dehors, un individu non sorti des écoles, se permette de corriger l’ouvrage manqué par un élu. Bien que les corps de métier strictement fermés aient été abolis dans les pays de culture européenne, le monopole ne s’en est pas moins maintenu ou reconstitué dans toutes les professions à diplômes et à hiérarchie. Il en résulte que des travaux d’une importance capitale se font parfois d’une manière absolument contraire au bien public. »

Le sociologue Pierre Bourdieu évoque une « Noblesse d'État » issue des classes dominantes (patronat et autres décideurs du monde politique, industriel, bancaire et financier) et aux modes de reproduction et stratégies d'auto-légitimation spécifiques. Cette classe est selon lui notamment liée aux grandes écoles qui ont conduit à l'apparition d'un nouveau champ bureaucratique et de l'État, autonomisé,,,,, et de plus en plus liée au monde de la haute finance alerte le journaliste Vincent Jauvert. En 2021, le journaliste Vincent Jauvert dresse un bilan.
D'autres auteurs comme Muriel Darmon en 2013 insistent aussi sur le rôle des classes préparatoires dans la fabrication d'une jeunesse dominante qui prendra les rênes des pouvoirs financiers, économiques, industriels et politiques.
Fin 2021, Vincent Jauvert dans un livre intitulé « La Mafia d'État » (Le Seuil, novembre 2021), étudie la manière dont les grands corps de l'État ont, selon lui, encore renforcé leur pouvoir. Chez Jauvert le mot mafia n'est pas à prendre au sens premier et criminel, mais comme métaphore d'un système qui cherche à contrôler toute la société ; l'ouvrage dénonce une caste constitue d'un réseau de très hauts fonctionnaires, devenus à la fois et successivement (via le pantouflage) acteurs majeurs d'entreprises publiques et privées : il s'agit d'énarques, inspecteurs des finances, polytechniciens et membres d'autres grands corps de l'État, tous issus des grandes écoles, se cooptant ensuite dans les conseils d'administration de grands groupes privés, pantouflant et occupant des postes clés (parmi les plus « hauts » et les plus lucratifs) au sein de l'État, mais aussi dans de grandes entreprises privées, voire également en politique parfois. Citant une centaine d'exemples, dont celui d'Édouard Philippe, qui fut d'abord avocat d'affaires, haut fonctionnaire, premier ministre devenant ensuite administrateur d'un grand groupe privé. Vincent Jauvert plaide notamment pour une fusion de l'Agence française anticorruption (AFA) et de la Haute Autorité pour la transparence de la vie publique (HATVP). Il plaide aussi pour une législation permettant à la HATVP de (re)moraliser l'État et la très haute fonction publique. Il s'étonne que les salaires des très hauts fonctionnaires de Bercy ne soient pas publics et qu'ils n'aient pas à publier leur patrimoine. Il estime aussi que si tout fonctionnaire de haut niveau souhaitant faire de la politique était obligé de démissionner, les dérives observées seraient supprimées.

## Tentatives de réforme et avenir
- En 2007, le président Nicolas Sarkozy propose une réforme de l'ENA mettant fin au recrutement dans les grands corps sur classement à la sortie de cette école (le recrutement sur classement à la sortie de l'École polytechnique étant néanmoins maintenu). Cette réforme n'a pas abouti.

- En 2013, à la suite du scandale de l'affaire Cahuzac, le président de la République François Hollande fait voter deux lois relatives à la transparence de la vie publique visant à lutter contre les conflits d'intérêts et à améliorer la transparence démocratique, dont en publiant les patrimoines des grands élus, et en faisant contrôler le pantouflage par une nouvelle Haute Autorité pour la transparence de la vie publique.

- En 2019, le président Emmanuel Macron (lui-même énarque et inspecteur des finances) annonce (le 25 avril), à l'issue du Grand Débat, vouloir « mettre fin aux grands corps »[21], plusieurs médias évoquant aussi une volonté de suppression de l'ENA[22].

Le 8 avril 2021, le chef de l'État réunit les plus hauts fonctionnaires français pour leur annoncer une réforme de grande ampleur de la haute fonction publique. Parmi les mesures figurent la suppression de l'École nationale d'administration et la création d'un Institut national du service public prenant en charge l'ensemble des élèves administrateurs et qui intégrera un tronc commun à 13 écoles de service public,. À cette occasion, l'inspection générale des finances (IGF), l'inspection générale des affaires sociales (IGAS) et l'inspection générale de l'administration (IGA) en tant que corps subissent une extinction. Le corps des Administrateurs de l'État devient ainsi le corps de sortie très majoritaire des élèves de l'Institut national du service public. Une commission « CAP 22 » (commission chargée de transformer l'administration sur trois points : améliorer la qualité des services publics, offrir un environnement de travail modernisé aux fonctionnaires et maîtriser les dépenses publiques en optimisant les moyens. Un comité de 34 membres, CAP22, regroupait économistes, personnalités qualifiées du secteur public et privé, élus pour proposer des réformes sur 21 politiques publiques, dirigée par Jean-François Cirelli, ancien haut fonctionnaire, devenu président des trois branches française, belge et luxembourgeoise du géant privé de la finance BlackRock).
Les grands corps techniques quant à eux n'ont pas été réformés.